# Marcelo Carné
Marcelo Henrique Passos Carné, noto semplicemente come Marcelo Carné (Rio de Janeiro, 6 febbraio 1990), è un calciatore brasiliano, portiere svincolato.

## Carriera

### Club
Cresciuto nel settore giovanile del Flamengo, debutta fra i professionisti il 30 luglio 2011 durante il prestito al Duque de Caxias dove gioca l'incontro perso 3-2 contro il Goiás.
Negli anni seguenti gioca in squadre militanti nei campionati statali fino all'approdo alla Juventude nel 2019, con cui ottiene una doppia promozione passando dalla Série C alla Série A. Debutta nel Brasileirão il 30 maggio 2021 nel match pareggiato 2-2 contro il Cuiabá.

### Nazionale
Ha giocato nella nazionale brasiliana Under-17.

## Statistiche
Statistiche aggiornate al 21 giugno 2021.

### Presenze e reti nei club
| Stagione        | Squadra             | Campionato      | Campionato | Campionato | Coppe nazionali | Coppe nazionali | Coppe nazionali | Coppe continentali | Coppe continentali | Coppe continentali | Altre coppe | Altre coppe | Altre coppe | Totale | Totale | Totale |
| Stagione        | Squadra             | Comp            | Pres       | Reti       | Comp            | Pres            | Reti            | Comp               | Pres               | Reti               | Comp        | Pres        | Reti        | Pres   | Reti   |        |
| --------------- | ------------------- | --------------- | ---------- | ---------- | --------------- | --------------- | --------------- | ------------------ | ------------------ | ------------------ | ----------- | ----------- | ----------- | ------ | ------ | ------ |
| 2010            | Flamengo            | A/RJ+A          | 0          | 0          | CB              | 0               | 0               |                    | -                  | -                  |             | -           | -           | 0      | 0      |        |
| 2011            | Boavista-RJ         | A/RJ            | 0          | 0          |                 | -               | -               |                    | -                  | -                  |             | -           | -           | 0      | 0      |        |
| 2011            | Duque de Caxias     | A/RJ+B          | 0+16       | 0          |                 | -               | -               |                    | -                  | -                  |             | -           | -           | 16     | 0      |        |
| 2012            | Flamengo            | A/RJ+A          | 0          | 0          | CB              | 0               | 0               |                    | -                  | -                  |             | -           | -           | 0      | 0      |        |
| 2013            | Tombense            | M1/MG           | 3          | 0          |                 | -               | -               |                    | -                  | -                  |             | -           | -           | 0      | 0      |        |
| 2013            | Boavista-RJ         | A/RJ            | 0          | 0          |                 | -               | -               |                    | -                  | -                  |             | -           | -           | 0      | 0      |        |
| 2014            | Boavista-RJ         | A/RJ            | 0          | 0          | CB              | 1               | 0               |                    | -                  | -                  |             | -           | -           | 1      | 0      |        |
| 2014            | Nova Iguaçu         | A/RJ            | 0          | 0          |                 | -               | -               |                    | -                  | -                  |             | -           | -           | 0      | 0      |        |
| 2015            | Boavista-RJ         | A/RJ            | 13         | 0          | CB              | 2               | 0               |                    | -                  | -                  |             | -           | -           | 15     | 0      |        |
| 2016            | Brasília            | PD/DF           | 0          | 0          | CB              | 0               | 0               |                    | -                  | -                  |             | -           | -           | 0      | 0      |        |
| 2017            | América de T. Otoni | M1/MG           | 10         | 0          |                 | -               | -               |                    | -                  | -                  |             | -           | -           | 10     | 0      |        |
| 2017            | Audax Rio           | B/RJ            | 22         | 0          |                 | -               | -               |                    | -                  | -                  |             | -           | -           | 22     | 0      |        |
| 2018            | Bonsucesso          | B/RJ            | 18         | 0          |                 | -               | -               |                    | -                  | -                  |             | -           | -           | 18     | 0      |        |
| 2019            | Juventude           | PD/RS+C         | 11+20      | 0          | CB              | 8               | 0               |                    | -                  | -                  |             | -           | -           | 39     | 0      |        |
| 2020            | Juventude           | PD/RS+B         | 10+32      | 0          | CB              | 7               | 0               |                    | -                  | -                  |             | -           | -           | 49     | 0      |        |
| 2021            | Juventude           | PD/RS+A         | 13+5       | 0          | CB              | 2               | 0               |                    | -                  | -                  |             | -           | -           | 20     | 0      |        |
| Totale carriera | Totale carriera     | Totale carriera | 173        | 0          |                 | 20              | 0               |                    | -                  | -                  |             | -           | -           | 193    | 0      |        |

## Palmarès

### Club

#### Competizioni statali
- Taça Rio: 1

Boavista-RJ: 2014